# 1993年開達玩具廠火災
開達玩具廠火灾（泰語：เหตุเพลิงไหม้โรงงานเคเดอร์ พ.ศ. 2536）是1993年5月10日发生在泰国正大集团旗下位於泰國佛统的開達玩具廠的火災。它被认为是历史上最严重的工厂火灾，此次火災造成188人死亡，469人受伤。大多数受害者是来自农村家庭的年轻女工。該玩具廠主要生產出口至其他國家的毛絨玩具和塑料娃娃。